# 230434 Johnhanley
230434 Johnhanley este o planetă minoră (asteroid) din centura de asteroizi. A fost descoperită pe 10 august 2002 la Observatorio de Cerro Tololo⁠(d) de Marc Buie⁠(d). 
Obiectul prezintă o orbită caracterizată de o semiaxă mare de 2,9443199070903 UAi, o excentricitate de 0,13889753140853, o înclinație de 5,9787041346701 ° în raport cu ecliptica.